# Crawford M. Collins
Pour les articles homonymes, voir Crawford et Collins.
Crawford M. Collins, née Meredith Crawford Collins le 25 mai 1987 à Plainfield au New Jersey, est une actrice américaine.

## Filmographie
- 2011 : Tammy Ray & The Urban Rebounding Disaster (court métrage) : Melody
- 2011 : Brooklyn Is in Love (série télévisée) : Pam
- 2011 : A Fine Line : Gwen
- 2012 : 30 Rock (série télévisée) : Cinemax Reporter
- 2012 : Celebrity Ghost Stories (série télévisée documentaire) : Crazy Clara
- 2012 : Blame (court métrage) : Allison
- 2013 : Exit (court métrage) : Angie
- 2013 : November Lies
- 2015 : The Statistical Analysis Of Your Failing Relationship (court métrage) : Yoga Practitioner
- 2015 : Freeheld : Ocean Co. Police Department Secretary
- 2015 : Lover's Game : Annabella
- 2015 : Samaria (court métrage) : Caitlin
- 2016 : Vinyl (série télévisée) : Betsey Johnson
- 2016 : Letters to Frankie : Caroline Murphy